# Arne Blomberg

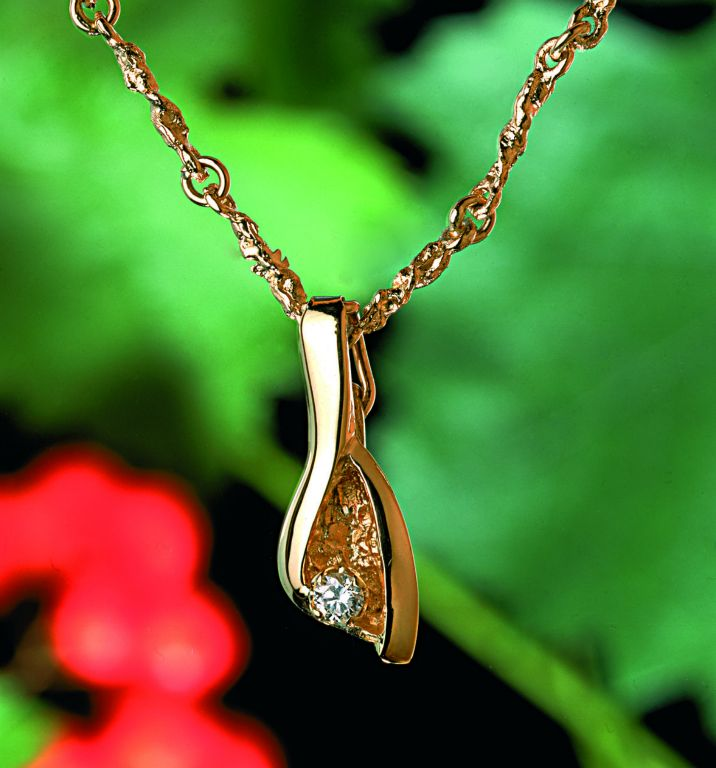
Halsband - Nature of Sweden

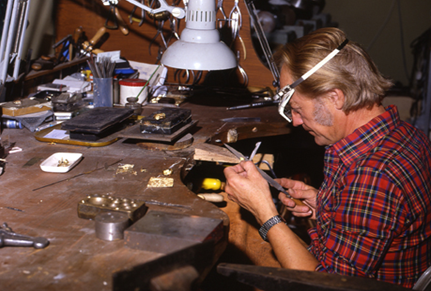
Arne Blomberg i arbete -OTRS pending

Arne Bror Östen Blomberg, född 17 mars 1930 i Göteborg, död 24 december 2006 i Spanien, var en svensk designer och guldsmed.

## Biografi
Arne Blomberg föddes 1930 och växte upp i Göteborg. Efter avslutade studier på Valands konstskola avlade han gesällprov vid Guldsmedsbolaget Trege. Därefter följde verkstads- och ingenjörsutbildning samt gravörmästarutbildning.
Vid 30 års ålder köpte han en gård utanför Uddevalla där han brukade jorden på sommaren och designade och tillverkade smycken vintertid. Tio år senare köpte han en gård på Öddö i Bohuslän och övertog strax därefter guldsmedsbutiken Krohnjuvel i Strömstad. Blomberg hämtade skaparinspiration från den bohuslänska miljön 
– "Havet och kusten är en outtömlig källa som stimulerar kreativiteten". Han skapade där den internationellt omtyckta smyckeskollektionen "Nature of Sweden". Ytterligare tio år senare lämnade han Sverige och for till "ädelstenarnas metropol" Idar-Oberstein i Tyskland. Blomberg verkade sina sista levnadsår i Spanien, där han avled 2006.

## Kända verk
Arne Blombergs verk har rönt stora framgångar över hela världen. Hans arbeten finns på många platser och museer i Europa och Nordamerika samt även hos kungahuset i Sverige, Nederländerna och Saudiarabien.
Två av Blombergs mest omtalade verk är den vas med blomsteruppsättning han skapade i massiv bergkristall, klädd med finguld samt blommor gjorda av ametister, turmaliner, opaler och bergkristaller samt "Trädet" som är skapat av 1,75 kilo guld, bergkristall, ametister, smaragder och diamanter. Båda skulpturerna såldes sedan till Saudi-Arabien.
Blomberg har förutom designat och tillverkat skulpturer och smycken även skapat en brudkrona åt en köpare i Örebro, hållit en opalutställning och hans sista verk blev smyckeskollektionen Nature of Sweden som är inspirerad av den svenska naturen.

## Galleri
Smycken designade och tillverkade av Arne Blomberg för kollektionen Nature of Sweden.

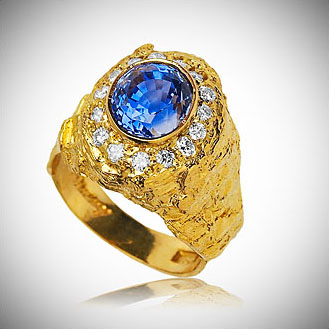
Ring (Design av Arne Blomberg)
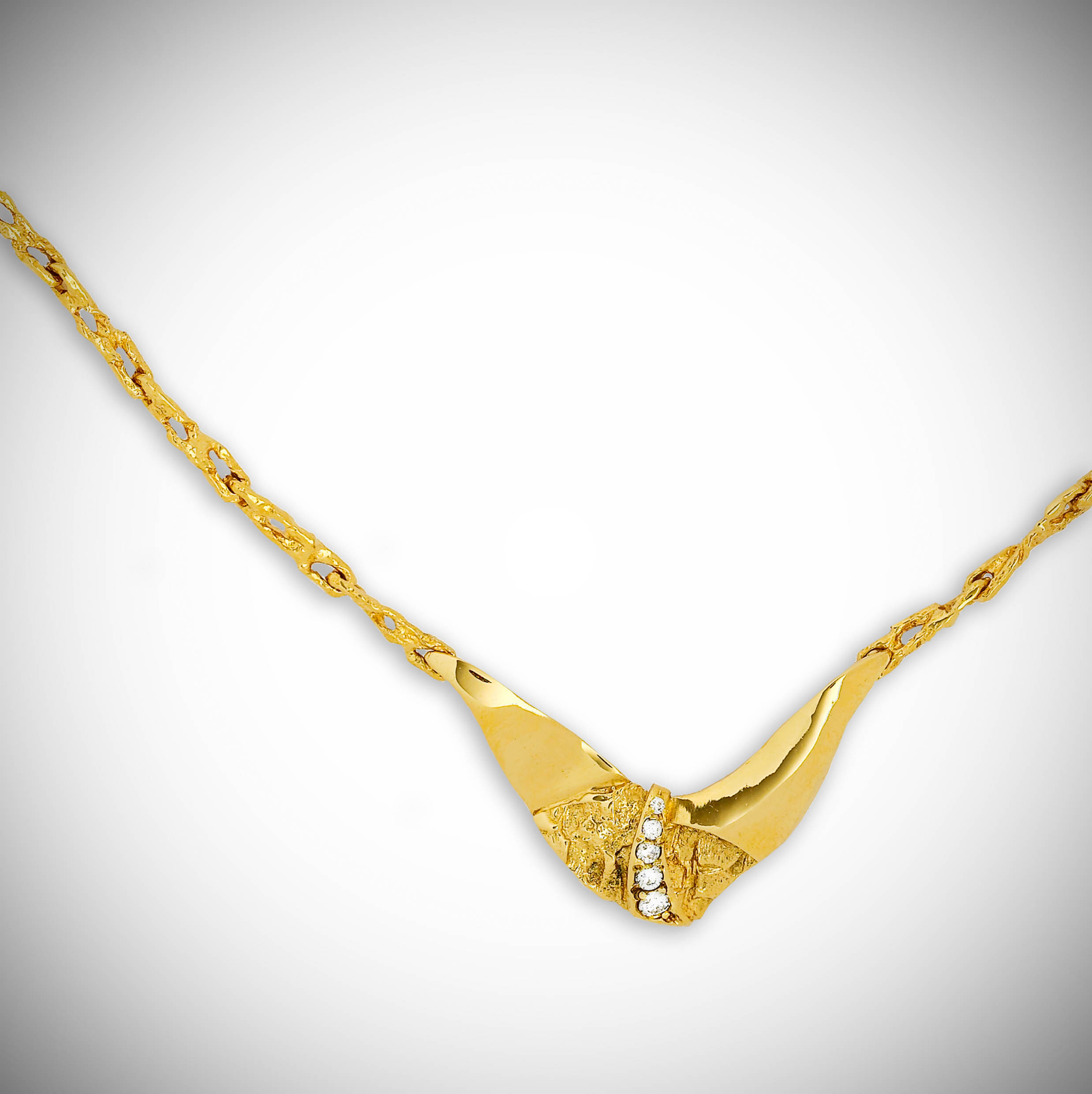
Collier (Design av Arne Blomberg) -OTRS pending
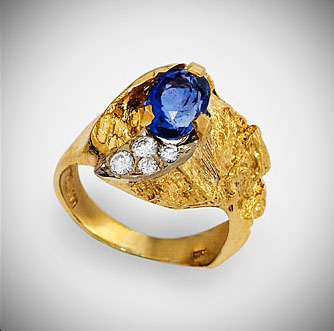
Ring (Design av Arne Blomberg)
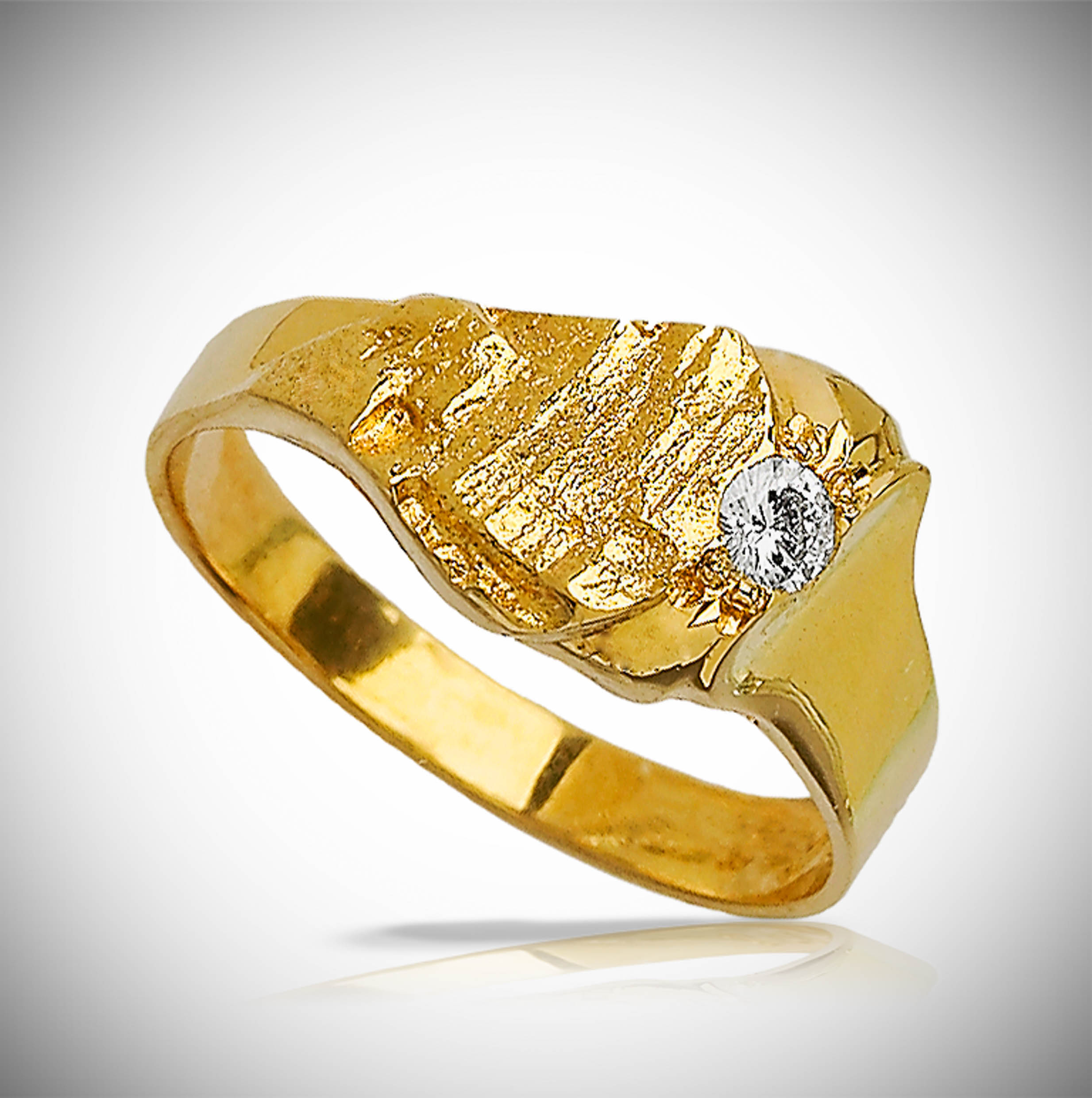
Ring (Design av Arne Blomberg) -OTRS pending
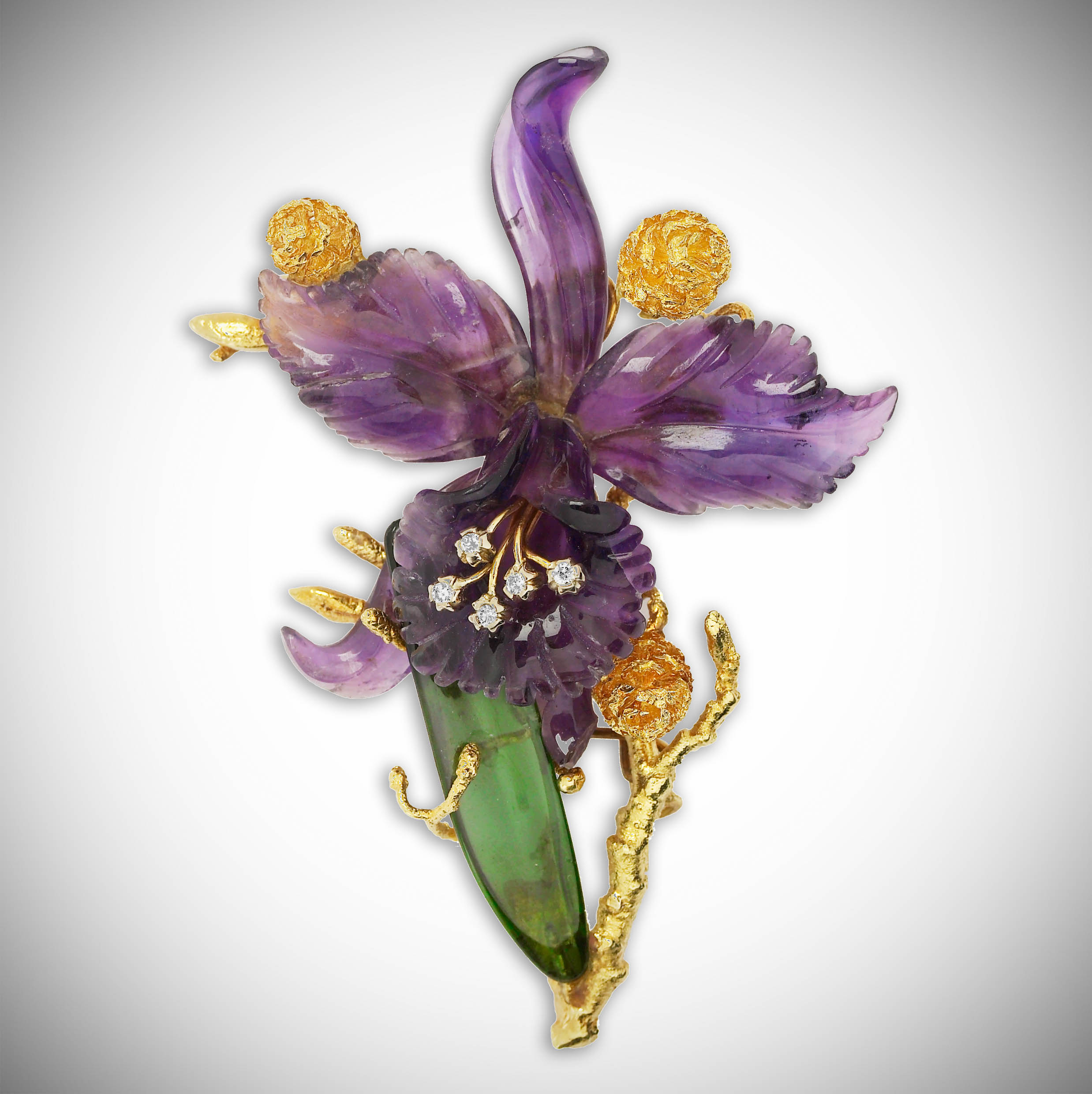
Brosch (Design av Arne Blomberg) -OTRS pending
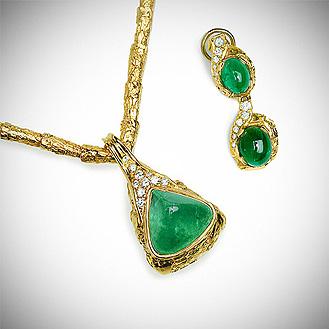
Collier och örhänge (Design av Arne Blomberg)  -OTRS pending